# Madeleine Biardeau
Madeleine Biardeau (Niort, 16 maggio 1922 – Cherveux, 1º febbraio 2010) è stata un'indologa e storica delle religioni francese.

## Opere
- Inde, collection Petite Planète, Le Seuil, 1958.
- Le Sacrifice dans l'Inde ancienne, Bibliothèque de l'École des hautes études, 204 pages.
- Codirection de l'édition intégrale du « Ramayana », Collection La Pléiade, 1995.
- Mahâbhârata, Le Seuil, 2 vol., 2002.
- Histoires de poteaux : Variations védiques autour de la Déesse hindoue, École Française d'Extrême Orient, 2005, 356 pages.
- L'hindouisme, anthropologie d'une civilisation, Flammarion, 1995. Publication dans la collection de poche Champs Flammarion en 2009.